# جاشوا یانگ
جاشوا یانگ (انگلیسی: Joshua Yong؛ زادهٔ ۲۴ ژوئیهٔ ۲۰۰۱) شناگر اهل استرالیا است.
وی در مسابقات کشوری و بین‌المللی در مجموع برندهٔ ۱ مدال برنز شده است.